# Adolf Steiger (Politiker, 1844)

Adolf Steiger, 1910

Karl Adolf Steiger (* 23. Juli 1844 in Lüttewitz; † 22. Dezember 1917 in Kleinbautzen) war ein deutscher Rittergutsbesitzer und Politiker.

## Leben
Der Sohn des Geheimen Ökonomierats und Rittergutsbesitzers Heinrich Adolph Steiger (1817–1897) auf Leutewitz, Löthain und Kleinbautzen und dessen Ehefrau Juliane Aurora geb. Gadegast (1819–1894) besuchte von 1851 bis 1856 die Realschule (die spätere Dreikönigschule) in Dresden-Neustadt. Anschließend absolvierte er die untere Stufe der Polytechnischen Schule. Es schloss sich eine Tätigkeit als Scholar und Beamter auf der königlichen Domäne Kalkreuth und einem Gut in Norfolk an. Danach widmete sich Steiger einer Reisetätigkeit, um die Landwirtschaft in verschiedenen Ländern kennenzulernen.
Ab 1863 war Steiger Besitzer des Ritterguts Kleinbautzen in der Oberlausitz. Er war Vorsitzender des Landwirtschaftlichen Vereins Purschwitz, Vorsitzender der agrikulturchemischen Versuchsstation Pommritz und Mitglied des Landeskulturrates. Er hatte den Titel eines Geheimen Ökonomierats und war Mitglied der Deutschen Landwirtschafts-Gesellschaft. Für diese betätigte er sich als Preisrichter bei Wanderausstellungen und als erster Vorsitzender des Sonderausschusses für Schweinezucht. Er war Mitbegründer der Vereinigung Deutscher Schweinezüchter.
Ab dem Landtag 1903/04 gehörte er bis zu seinem Tod als auf Lebenszeit gewählter Vertreter der Rittergutsbesitzer der Oberlausitz der I. Kammer des Sächsischen Landtags an. Sein Bruder Otto Steiger (1851–1935) war Rittergutsbesitzer auf Leutewitz und ebenfalls Abgeordneter des Sächsischen Landtags.